# دالنیه چسنوچنویه
دالنیه چسنوچنویه (انگلیسی: Dalneye Chesnochnoye) یک شهرک در بخش آلکسیفسکی استان بلگورود کشور روسیه است.